# Tomáš Zima
Tomáš Zima (ur. 2 lipca 1966 w Pradze) – czeski lekarz, biochemik i nauczyciel akademicki, profesor, w latach 2014–2022 rektor Uniwersytetu Karola w Pradze.

## Życiorys
W 1984 ukończył szkołę średnią w Pradze, a w 1990 studia na wydziale medycyny Uniwersytetu Karola. W tym samym roku wystąpił z Komunistycznej Partii Czechosłowacji. W 2003 został absolwentem studiów typu MBA  w szkole menedżerskiej działającej przy VŠE w Pradze. Uzyskał specjalizacje zawodowe z zakresu chorób wewnętrznych, nefrologii i biochemii klinicznej. W 1993 i 2000 uzyskiwał kolejne stopnie naukowe, w 1996 na macierzystej uczelni objął stanowisko docenta, a w 2001 został profesorem chemii medycznej i biochemii.
Pracę na Uniwersytecie Karola podjął w 1989. W 1999 został kierownikiem instytutu biochemii medycznej i diagnostyki laboratoryjnej I wydziale lekarskim. W latach 2005–2012 pełnił funkcję dziekana tego wydziału, następnie przez dwa lata był jego prodziekanem. W 2014 i 2018 wybierany na rektora Uniwersytetu Karola na kolejne kadencje. Stanowisko to zajmował do 2022.
Członek m.in. czeskiej akademii lekarskiej ČLA (od 2005) i towarzystwa naukowego Učená společnost ČR (od 2011). W 2006 wszedł w skład rady naukowej Czeskiej Izby Lekarskiej. W latach 2010–2014 przewodniczył radzie naukowej czeskiej agencji do spraw grantów.
W październiku 2022 ogłosił uzyskanie podpisów trzynastu członków Senatu, co umożliwiło mu zarejestrowanie swojej kandydatury w wyborach prezydenckich rozpisanych na styczeń 2023. W pierwszej turze głosowania zajął ostatnie miejsce wśród 8 kandydatów z wynikiem około 0,5% głosów.